# Joakim Blom
Joakim Blom, né le 16 mars 1976, est un joueur suédois de basket-ball (2,11 m).

## Biographie
Avec l'équipe de Suède, il a participé au championnat d'Europe en 1995 et 2003.

## Carrière
- 1994-1998 :  Sodertalje Kings (1re division)
- 1998-2001 :  ASVEL Villeurbanne (Pro A)
- 2001-2006 :  Braunschweig BG (Basketball-Bundesliga)
- 2006-2014 :  Stockholm (1re division)

## Palmarès
- Finaliste Championnat de France en 1999, 2000, 2001 avec l'ASVEL
- Vainqueur de la coupe de France en 2001 avec l'ASVEL